# (36163) 1999 RQ222
1999 RQ222 (asteroide 36163) é um asteroide da cintura principal. Possui uma excentricidade de 0.13245240 e uma inclinação de 22.60292º.
Este asteroide foi descoberto no dia 7 de setembro de 1999 por CSS em Catalina.